# Крістіан Корреа Діонісіо
Крістіан Корреа Діонісіо (порт. Christian Corrêa Dionísio, нар. 23 квітня 1975, Порту-Алегрі) — колишній бразильський футболіст, що грав на позиції нападника. Гравець національної збірної Бразилії, у складі якої є володарем Кубка Америки.

## Клубна кар'єра
Крістіан народився в бразильському місті Порту-Алегрі, штат Ріу-Гранді-ду-Сул, і почав свою спортивну кар'єру в клубі з рідного міста «Інтернасьонал».
У 17 років перейшов в португальський клуб «Марітіму», де закріпитись не зумів, після чого наступні два сезони представляв ще двох середняків вищого дивізіону Португалії — «Ешторіл Прая» та «Фаренсе».
У 1995 році Крістіан повернувся в «Інтернасьйонал». Цього разу відіграв за команду з Порту-Алегрі наступні чотири сезони своєї ігрової кар'єри. У складі «Інтернасьйонала» був одним з головних бомбардирів команди, маючи середню результативність на рівні 0,85 голу за гру першості.
1999 року бразилець повернувся до Європи, підписавши контракт з французьким «Парі Сен-Жерменом». У столичному клубі, однак, Крістіан не заграв і був проданий в «Бордо», який в свою чергу віддавав його в оренду «Палмейрас» та турецький «Галатасарай», перш ніж звільнити в червні 2003 року.
Після цього наступні два роки Крістіан провів у в «Греміо», з яким ледве уникнув вильоту в Серію Б у першому сезоні, але команда зайняла останнє місце в наступному сезоні.
2005 року нападник став футболістом японського клубу «Омія Ардія», проте в Азії надовго не затримався і незабаром повернувся на батьківщину, де почергово виступав за «Сан-Паулу», «Ботафогу», «Жувентуде» та «Корінтіанс», вигравши з першим з цих клубів клубний чемпіонат світу 2005 року.
На початку 2007 року Крістіан вдруге повернувся в рідний «Інтернасьйонал», де провів один сезон і наступному році приєднався до клубу «Португеза Деспортос», а потім перейшов в мексиканську «Пачуку» і за півроку повернувся назад в «Португезу» незабаром після того, як клуб опинився у другому дивізіоні. Крістіан завершив кар'єру в 2011 році, виступаючи за «Пелотас».
У 2010 році грав за нижчолігові бразильські клуби «Монті-Азул» та «Пелотас».
Завершив професійну ігрову кар'єру у віці 35 років у клубі «Сан-Каетану», за який виступав протягом того ж 2010 року.

## Виступи за збірну
1997 року дебютував в офіційних матчах у складі національної збірної Бразилії.
У складі збірної був учасником розіграшу Кубка конфедерацій 1999 року у Мексиці, де разом з командою здобув «срібло», та розіграшу Кубка Америки 1999 року у Парагваї, здобувши того року титул континентального чемпіона. На цьому турнірі Крістіан провів 17 хвилин у матчі проти збірної Чилі на груповому етапі (1:0) і 10 хвилин проти збірної Аргентини у чвертьфіналі (2:1)
Протягом кар'єри у національній команді, яка тривала 5 років, провів у формі головної команди країни лише 11 матчів.

## Статистика
| Чемпіонат  | Чемпіонат             | Чемпіонат        | Ліга | Ліга |
| Сезон      | Клуб                  | Ліга             | Ігри | Голи |
| Португалія | Португалія            | Португалія       | Ліга | Ліга |
| ---------- | --------------------- | ---------------- | ---- | ---- |
| 1993/94    | «Марітіму»            | Прімейра-Ліга    | 13   | 3    |
| 1994/95    | «Ешторіл Прая»        | Прімейра-Ліга    | 7    | 0    |
| 1995/96    | «Фаренсе»             | Прімейра-Ліга    | 30   | 4    |
| Бразилія   | Бразилія              | Бразилія         | Ліга | Ліга |
| 1996       | «Інтернасьйонал»      | Серія A          | 1    | 0    |
| 1997       | «Інтернасьйонал»      | Серія A          | 26   | 24   |
| 1998       | «Інтернасьйонал»      | Серія A          | 20   | 12   |
| 1999       | «Інтернасьйонал»      | Серія A          | 3    | 2    |
| Франція    | Франція               | Франція          | Ліга | Ліга |
| 1999/00    | «Парі Сен-Жермен»     | Дивізіон 1       | 29   | 16   |
| 2000/01    | «Парі Сен-Жермен»     | Дивізіон 1       | 24   | 4    |
| 2001/02    | «Бордо»               | Дивізіон 1       | 18   | 2    |
| Бразилія   | Бразилія              | Бразилія         | Ліга | Ліга |
| 2002       | «Палмейрас»           | Серія A          | 19   | 8    |
| Туреччина  | Туреччина             | Туреччина        | Ліга | Ліга |
| 2002/03    | «Галатасарай»         | Суперліга        | 11   | 3    |
| Бразилія   | Бразилія              | Бразилія         | Ліга | Ліга |
| 2003       | «Греміо»              | Серія A          | 28   | 10   |
| 2004       | «Греміо»              | Серія A          | 34   | 15   |
| Японія     | Японія                | Японія           | Ліга | Ліга |
| 2005       | «Омія Ардія»          | Джей-ліга        | 15   | 6    |
| Бразилія   | Бразилія              | Бразилія         | Ліга | Ліга |
| 2005       | «Сан-Паулу»           | Серія A          | 20   | 8    |
| 2006       | «Ботафогу»            | Серія A          | 4    | 1    |
| 2006       | «Жувентуде»           | Серія A          | 28   | 11   |
| 2007       | «Інтернасьйонал»      | Серія A          | 19   | 4    |
| 2008       | «Португеза Деспортос» | Серія A          | 5    | 1    |
| Мексика    | Мексика               | Мексика          | Ліга | Ліга |
| 2008/09    | «Пачука»              | Прімера Дивізіон | 13   | 3    |
| Бразилія   | Бразилія              | Бразилія         | Ліга | Ліга |
| 2009       | «Португеза Деспортос» | Серія B          | 10   | 1    |
| Країна     | Португалія            | Португалія       | 50   | 7    |
| Країна     | Бразилія              | Бразилія         | 217  | 97   |
| Країна     | Франція               | Франція          | 71   | 22   |
| Країна     | Туреччина             | Туреччина        | 11   | 3    |
| Країна     | Японія                | Японія           | 15   | 6    |
| Країна     | Мексика               | Мексика          | 13   | 3    |
| Всього     | Всього                | Всього           | 377  | 138  |

| Збірна Бразилії | Збірна Бразилії | Збірна Бразилії |
| Роки            | Ігри            | Голи            |
| --------------- | --------------- | --------------- |
| 1997            | 2               | 0               |
| 1998            | 2               | 0               |
| 1999            | 6               | 0               |
| 2000            | 0               | 0               |
| 2001            | 1               | 0               |
| Всього          | 11              | 0               |

## Титули і досягнення

### Командні
- Володар Кубка Америки (1): 1999
- Переможець Клубного чемпіонату світу: 2005
- Переможець Рекопи Південної Америки: 2007
- Чемпіон штату Ріу-Гранді-ду-Сул: 1992, 1997
- Чемпіон штату Ріо-де-Жанейро: 2006

### Особисті
- Найкращий гравець Кубка Сул-Мінас: 1999